# Koffada
Koffada war eine Masseneinheit (Gewicht) in Mokka. Das Maß war für Gold und Silber in Anwendung.
- 1 Koffada = 3/16 Lot (Preußen = 16,667 Gramm) = 3,125 Gramm